# Barros Filho
Barros Filho è un quartiere (bairro) della Zona Nord della città di Rio de Janeiro in Brasile.

## Amministrazione
Barros Filho fu istituito come bairro a sé stante il 23 luglio 1981 come parte della Regione Amministrativa XXV - Pavuna del municipio di Rio de Janeiro.